# Christantus Uche
Christantus Ugonna Uche (nascut el 19 de maig de 2003) és un futbolista nigerià que juga com a migcampista al club de la Lliga Getafe CF.

## Carrera

### Moralo
Nascut a Owerri, Uche va jugar a futbol amateur amb els seus amics a la seva ciutat natal abans de rebre una oferta del club espanyol Moralo CP el juliol de 2022; va ser anunciat oficialment pel club al novembre, sent inicialment destinat al filial a la primera divisió estremenya. Va debutar amb el B el 20 de novembre, començant com a titular en una derrota per 2-1 a casa contra el CP Moraleja, i va marcar el seu primer gol set dies després en un 4-0 a casa del CF Jaraíz.
Uche va debutar amb el primer equip amb el Moralo el 8 de gener de 2023, entrant com a substitut a la segona part en una victòria a casa a la Tercera Federació per 4-1 davant l'SP Villafranca. Posteriorment es va establir com a titular habitual, en una temporada en què el seu equip va perdre l'ascens als play-offs.

### Ceuta
El 15 de juliol de 2023, Uche va fitxar per l'AD Ceuta FC de Primera Federació, inicialment destinat a l'equip B però fent la pretemporada amb el primer equip. No obstant això, no va participar amb el B, i es va consolidar com a unitat clau de la Caballa; el gener de 2024, el diari Mundo Deportivo va informar que era objectiu del Reial Betis.

### Getafe
El 21 de febrer de 2024, es va informar que Uche havia arribat a un acord amb el Getafe CF de la Lliga, amb l'entrenador del Ceuta José Juan Romero confirmant el traspàs dos dies després. Els dos clubs van anunciar oficialment el traspàs el 13 de juny, amb el jugador signant un contracte de quatre anys amb el conjunt dels afores de Madrid.
Uche va fer el seu debut com a professional (i de primer nivell) el 15 d'agost de 2024, començant com a davanter i marcant l'empat en un empat 1-1 fora de casa contra l'Athletic Club.